# Pozuelo de la Orden
Pozuelo de la Orden település Spanyolországban, Valladolid tartományban. Pozuelo de la Orden Villanueva de los Caballeros, Cotanes del Monte, Cabreros del Monte, Tordehumos és Villagarcía de Campos községekkel határos. Lakosainak száma 50 fő (2024).

## Népesség
A település népessége az utóbbi években az alábbiak szerint változott:
| Lakosok száma | 77   | 75   | 64   | 62   | 60   | 60   | 57   | 49   | 49   | 50   |
|               | 2001 | 2004 | 2007 | 2009 | 2012 | 2014 | 2017 | 2019 | 2022 | 2024 |